# Psomocolax rhabdophora
Psomocolax rhabdophora är en fjärilsart som beskrevs av George Francis Hampson 1893. Psomocolax rhabdophora ingår i släktet Psomocolax och familjen säckspinnare. Inga underarter finns listade.